# Munkesten

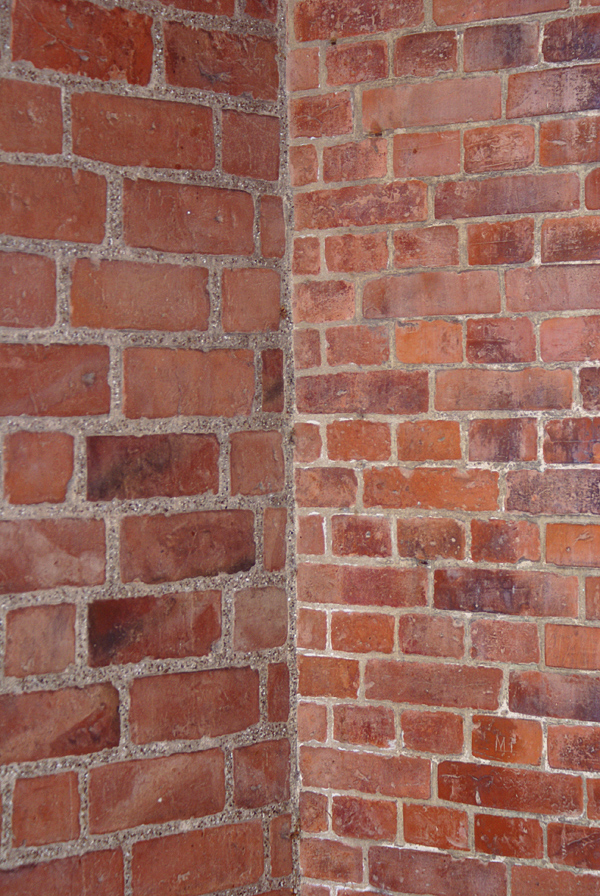
Detalj från Roskilde domkirke med munkesten till vänster och vanliga tegelstenar till höger.

Munkesten eller stortegel är murtegel av större format, som främst användes under medeltiden. De tillverkades lokalt så storlekarna varierade, men var vanligen omkring 30 centimeter långa, 13 till 15 centimeter breda och 8 till 10 centimeter tjocka.
Bränt tegel kom till Norden  med kristendomen och användes till exempel på 1160-talet när klostren i Esrum och Sorø byggdes. Nymodigheten nämns på en sten i Nørre Løgum Kirke och på en minnestavla på Valdemar den stores grav i Sankt Bendts Kirke i Ringsted där det anges att Danevirke byggdes av "brända stenar".
Det finns inga standardiserade mått på tegel, men i Sverige har de vanligen måtten 250×120×65 millimeter. Munkesten tillverkas fortfarande men används bara vid renovering och reparation av äldre byggnader.